# Mineral Policy Institute
Le Mineral Policy Institute (MPI) est une organisation non gouvernementale australienne, fondée en 1995, spécialisée dans le plaidoyer (advocacy), l'organisation de campagnes et la recherche contre des projets miniers et énergétiques destructeurs pour l'environnement et les populations locales en Australie, en Asie et dans le Pacifique.